# Adenostemma
Adenostemma, rod glavočika u tropskim krajevima Amerike, Azije, Afrike, Australije  i pacifičkih otoka. Postoji dvadesetak vrsta, neke se upotrebljavaju u medicini, kao A. viscosum i A. platyphyllum

## Opis
Adenostemmu karakterizira karakteristični papus koji se sastoji od kvržica s viskoznim vrhom. Rod je pantropske rasprostranjenosti i javlja se na relativno niskim nadmorskim visinama. Iako King i Robinson u svom radu iz 1987. godine prepoznaju 24 vrste, uključujući 12 u Starom svijetu, moguće je da veliki dio ili većina varijacija može jednostavno predstavljati jednu široko rasprostranjenu i promjenjivu vrstu. Panigrahi (1975.) pregledavajući materijal iz Indije smjestio je sve u jednu vrstu, za koju ime A. lavenia (L.) Kuntze ima prednost nad A. viscosum J.R. & G.Forst..
Nedavna studija australskog materijala zaključila je da su u Australiji prisutne dvije vrste, jedna predstavljena s dvije sorte (Orchard 2011.). Godhino (2007) izvijestio je o detaljima biologije, uključujući sustav uzgoja, oprašivanje i klijanje sjemena, za jednogodišnju vrstu iz Brazila.

## O ljekovitosti
Koriste se u narodnoj medicini kao lijekovi za bolesti kao što su groznica, upale, edemi, probavne smetnje i ozljede pluća. Otkriveno da biljke Adenostemma imaju različite sekundarne metabolite, uključujući alkaloide, terpenoide, fenole, flavonoide, masne kiseline, saponine i tanine. Znanstveni dokazi njegovih ekstrakata i izoliranih spojeva pokazali su antioksidativno, protuupalno, antimelanogeno, antitumorsko i antivirusno djelovanje. Ovo istraživanje je pokazalo da vrste Adenostemma nude potencijalni izvor za razvoj novih lijekova. Međutim, fitokemijski i farmakološki podaci trenutno su ograničeni i zahtijevaju daljnja istraživanja.

## Vrste
1. Adenostemma brasilianum Cass.
2. Adenostemma caffrum DC.
3. Adenostemma cuatrecasasii R.M.King & H.Rob.
4. Adenostemma flintii R.M.King & H.Rob.
5. Adenostemma fosbergii R.M.King & H.Rob.
6. Adenostemma goyazense R.M.King & H.Rob.
7. Adenostemma harlingii R.M.King & H.Rob.
8. Adenostemma hirsutum DC.
9. Adenostemma hirtiflorum Benth.
10. Adenostemma involucratum R.M.King & H.Rob.
11. Adenostemma lavenia (L.) Kuntze
12. Adenostemma macrophyllum DC.
13. Adenostemma madurense DC.
14. Adenostemma mauritianum DC.
15. Adenostemma parviflorum (Blume) DC.
16. Adenostemma platyphyllum Cass.
17. Adenostemma renschii J.Kost.
18. Adenostemma suffruticosum Gardner
19. Adenostemma vargasii R.M.King & H.Rob.
20. Adenostemma verbesina Kuntze
21. Adenostemma viscosum J.R.Forst. & G.Forst.
22. Adenostemma vitiense H.Rob., fidžijski endem
23. Adenostemma zakii R.M.King & H.Rob., ekvadorski endem